# Isidor av Sevilla
Isidor av Sevilla eller Isidorus Hispalensis, född cirka 560 i Cartagena, död 4 april 636 i Sevilla, var en spansk biskop i Sevilla, författare och kyrkolärare. Han ledde synoderna i Sevilla (619) och Toledo (633). Isidor blev kanoniserad 1598 av den katolska kyrkan. Hans skrifter fick ett avgörande inflytande över medeltidens historia.

## Biografi

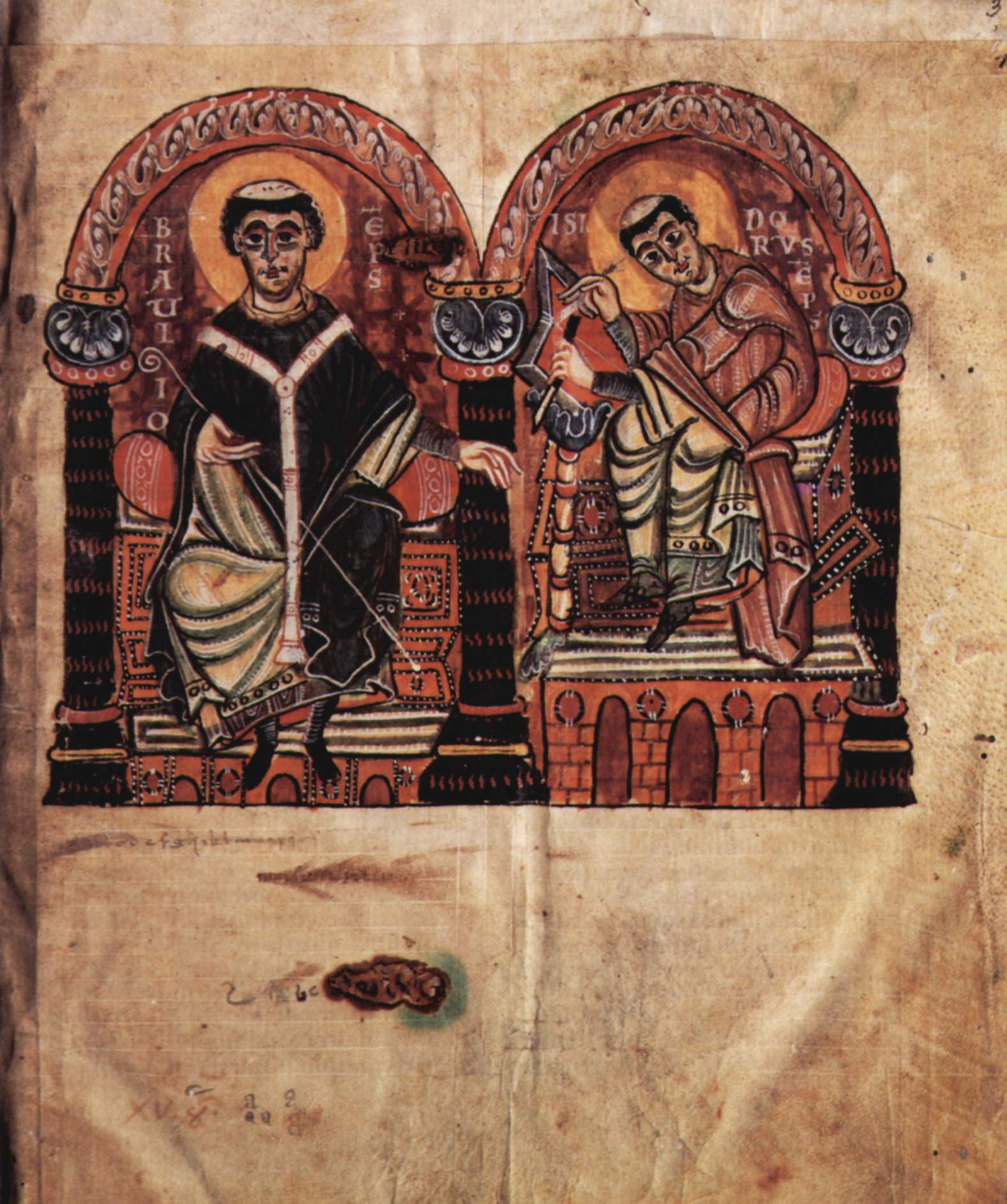
Braulio och Isidor

Isidor av Sevilla var son till Severianus, en framstående man från Cartagena, Spanien, som flyttade till Sevilla ungefär samtidigt som Isidor föddes, och till Theodora. Isidors äldre bror Leander blev sedermera ärkebiskop av Sevilla. En yngre bror, Fulgentius, blev biskop av Astigi och så småningom helgonförklarad, och likaså blev en syster, Florentina det, en nunna som blev berömd för att hon ledde ett flertal kloster. Syskonen blev i unga år föräldralösa. Efter studier i de sju fria konsterna vid Sevillas katedralskola, utmärkte sig Isidor i kampen mot arianismen, en lära som visigoterna hade antagit. Isidor ansåg att den enda vägen ut ur de etniska konflikterna som rasade i Spanien, var att förena de olika folken - detta var en av de praktiska grunderna bakom hans engagemang mot arianismen.
När Leander avled år 599, valdes Isidor till hans efterträdare som ärkebiskop av Sevilla, och i den befattningen gjorde han sig berömd för effektivt ledarskap av sätets förvaltning, och därtill för sina många verk i ämnena teologi, historia och vetenskap. Han grundade en skola i Sevilla där han själv undervisade. I de provinsiella och nationella koncilierna spelade han en viktig roll, särskilt i Toledo 610, Sevilla 619, och åter i Toledo 633; med besluten från dessa koncilier omorganiserades den spanska kyrkan i grunden, och dessutom var de betydelsefulla i så måtto att de utgjorde en milstolpe mot representativa styrelseskick. Vid konciliet 633 beslutades att katedralskolor skulle inrättas i hela landet; endast Sevilla hade dittills en sådan utbildning; Isidor betraktade utbildning som ett vapen mot goternas barbarism. För Spaniens vidkommande är Isidor därmed en viktig pedagogisk reformator.
Isidor helgonförklarades 1598, och förklarades kyrkolärare 1722. År 2001 föreslog påve Johannes Paulus II hans namn som skyddshelgon för internet, men detta är inte stadfäst av Heliga stolen. Cristobal de Morales skrev på 1500-talet en mässa som tillägnas Isidors festdag.

## Författarskap

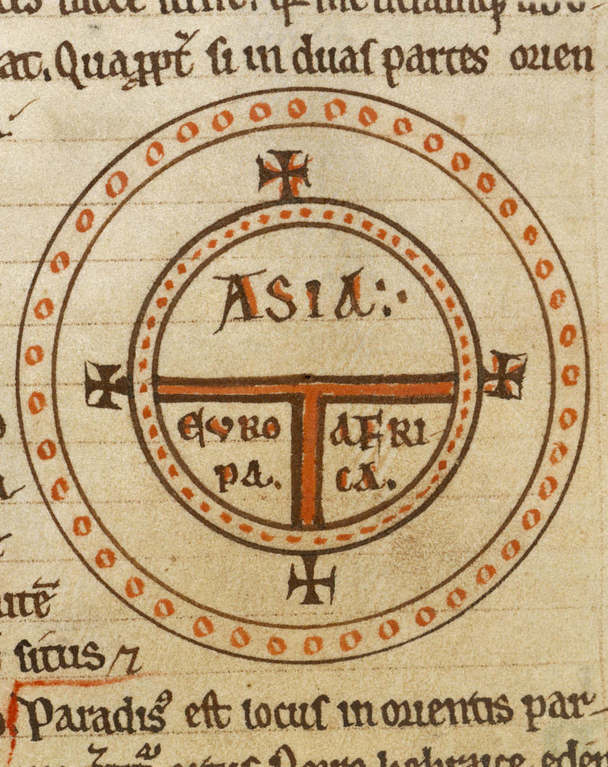
Världskarta, så kallad T-karta, från en 1100-talsutgåva av Isidors Etymologia

Isidor betraktas som den sista kristna filosofen under antiken, och som den siste store latinske kyrkofadern. Han var dessutom en av de första spanska författarna. Det är framför allt för sina skrivna verk som Isidor gått till eftervärlden, och inte för sina praktiska gärningar som ärkebiskop. Han var väl bevandrad i den latinska diktningen och kristna litteraturen, och med sin okuvliga intellektuella nyfikenhet skapade han ur dessa kunskaper flera skrivna alster. Skrifterna behandlar alla ämnen - vetenskap, kanonisk rätt, historia, teologi - men är som vetenskapliga arbeten okritiska, och återger endast som sekundärkälla de rön som samtiden tillhandahöll. Dock vidarebefordrade verken kunskaper och kultur från antiken till medeltiden, särskilt vad beträffar begreppsdefinitioner.
Stilistiskt sett brukar Etymologiae framhållas som det bästa av Isidors hand. Det var det sista verk han skrev, mellan 622 och 633, och det rättades av hans vän och lärjunge Braulio, biskop av Saragossa. Det är en encyklopedi över all vetenskap och kunskap från Isidors samtid, vilken återges i förklarande form under uppslagsord. Denna encyklopedi var ett standardverk under medeltiden, och användes ännu flitigt under renässansen. Etymologiae är uppdelad i 20 böcker, som var och en behandlar ett ämne: grammatik, retorik, matematik (inklusive musik och astronomi), medicin, rättsvetenskap, exegetik och ecklesiastik, Gud samt änglar och helgon, kyrkan och andra samfund, alfabetet, zoologi, geografi, jordbruk, bergshantering och metallurgi, krigsrätt och folkrätt, med mera.
Libri differentiarum sive de proprietate sermonum utgörs av två delar, av vilken den första delen är en synonymordbok och den andra består av förklaringar av metafysiska och religiösa idéer. Theodor Mommsen utgav Isidors historieverk Chronica majora (som behandlar tiden från skapelsen till år 615) och "Historia Gothorum, Wandalorum, Sueborum". Det senare verket handlar om goterna och räknas som en primärkälla om ämnet.
Som teolog behandlade Isidor åtskilliga ämnen - de allegoriska och mytiska meningarna av Bibeln, moralteologi och dogmatik, liturgiska spörsmål, klosterliv, kyrkoorganisation, med mera. Hans De fide catholica ex Veteri et Novo Testamento, contra Judaeos var ett av medeltidens mest lästa verk. Den behandlar förhållandet mellan judendomen och kristendomen, mellan Gamla och Nya testamentet.

## Bibliografi

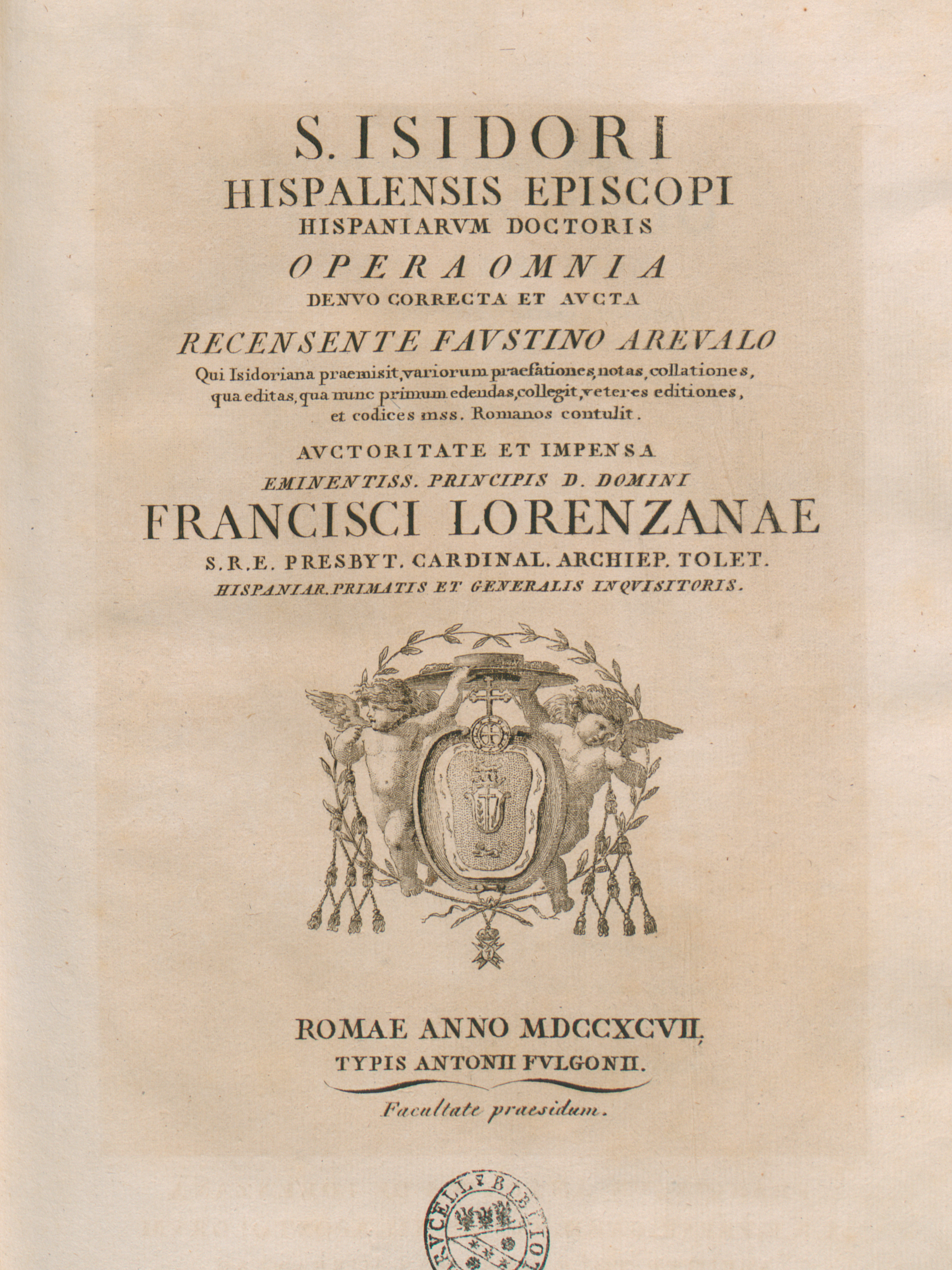
Opera omnia, 1797